# Бортник Ростислав Богданович
Ростислав Богданович Бортник (нар. 14 травня 1982, м. Бережани, Україна) — австрійський та український митець, архітектор, громадсько-політичний діяч. Голова Бережанської міської громади (з 25 жовтня 2020).

## Життєпис
Ростислав Бортник народився 14 травня 1982 року в місті Бережани Бережанського району Тернопільської области в українській сім’ї, де мати працювала на різних адміністративних посадах, а батько був радіомеханіком у військовій частині у Бережанах.
Закінчив Бережанський агротехнічний інститут, Вищу професійну школу Коринтії.
У студентські роки двічі брав участь в гуманітарному проєкті в Південно-Африканській Республіці та займався будівництвом виробничих майстерень і навчальних класів неподалік Йоханнесбурга.
Працював над планом розвитку міста Гогенемс (Австрія); архітектором у провідних бюро Відня, Голландії, Швеції та Німеччини.
У 2019 році житловий комплекс у Відні, збудований під його керівництвом, потрапив до списку 17 найкращих архітектурних об’єктів за версією Державної премії архітектури та екологічного будівництва Австрії.

## Громадсько-політична діяльність
У 2016 році Ростислав Бортник спільно з Національним музеєм «Меморіал жертв Голодомору» презентував мистецький проєкт «163. Мистецтво заради пам’яті». В березні 2017 року інсталяцію експонувала Арт-галерея Тернопільської спілки художників. 
Друга частина проекту «163» передбачає створення в кожному населеному пункті України «Живого Меморіалу» в пам’ять про кожного вбитого українця під час Голодомору-геноциду в 1932-1933 роках. 19 квітня 2018 року одну із клумб на площі Ринок міста Бережани було засіяно пшеницею. Акція є реалізацією другої частини проєкту «163», автором якого є Ростислав.
17 липня 2019 року організував у Відні (Австрія) мітинг #JusticeMH17 під офісом ОБСЄ.
З 25 жовтня 2020 року — голова Бережанської міської громади.
Член Товариства української молоді Австрії (2015).

## Доробок
Реалізував понад 100 різноманітних проєктів, зокрема:
- ревіталізацію залізничної станції в невеличкому містечку Бляйбург на півдні Австрії[13];
- дизайнер пам’ятної дошки про допомогу Теодора Інніцера жертвам Голодомору (2019; Відень, Австрія)[14][15];
- два проєкти неподалік Йоханнесбургу — це будівництво початкових класів та виробничо-професійних майстерень для lthuba Skills College (2009, 2011). Проєкт, реалізований в 2009 році навіть отримав європейську премію «Blue Award 09»[13];
- реставрацію-ревіталізацію старих будівель з чотирьохсотрічною історією — пам’яток архітектури внесених до Культурної пам’ятки ЮНЕСКО, у тому числі в Італії.[13][4]